# Дарнелл Джексон
Дарнелл Джексон (англ. Darnell Jackson; нар. 7 листопада 1985) — американський професійний баскетболіст. Виступає за клуб НБА «Сакраменто Кінґс» під 41 номером. Позиція — форвард.

## Кар'єра у НБА
Джексон був обраний на драфті 2008 під 52 номером клубом «Маямі Хіт». У той же день Дарнелл перейшов у «Клівленд Кавальєрс». Через травму він пропустив перші 13 ігор регулярної першості сезону 2008-09. Дебютував у НБА Дарнелл 25 листопада 2008 року. Усього протягом сезону 2008-09 Джексон взяв участь у 51 грі регулярної першості. Двічі він виходив на майданчик у стартовій п'ятірці. У середньому за гру Джексон проводив на майданчику трохи більше 8 хвилин.
У сезоні 2009-10 Джексон взяв участь у 28 іграх регулярної першості. 23 березня 2010 Джексона було звільнено із «Кавальєрс» — до завершення сезону він встиг також одного разу виступити у складі «Мілвокі Бакс».
Дарнелл не довгий час був гравцем «Бакс» — 21 липня 2010 його продали у «Кінґс».

### Статистика кар'єри в НБА

#### Регулярний сезон
| Сезон   | Команда            | GP  | GS | MPG | FG%  | 3P%  | FT%  | RPG | APG | SPG | BPG | PPG |
| ------- | ------------------ | --- | -- | --- | ---- | ---- | ---- | --- | --- | --- | --- | --- |
| 2008-09 | Клівленд Кавальєрс | 51  | 2  | 8.4 | .430 | .000 | .686 | 1.7 | .2  | .2  | .1  | 1.9 |
| 2009-10 | Клівленд Кавальєрс | 27  | 0  | 4.2 | .320 | .333 | .667 | .7  | .1  | .1  | .2  | .8  |
| 2009–10 | Мілвокі Бакс       | 1   | 0  | 9.0 | .200 | .0   | .000 | 2.0 | .0  | .0  | .0  | 2.0 |
| 2010-11 | Сакраменто Кінґс   | 59  | 2  | 8.2 | .487 | .273 | .612 | 1.6 | .2  | .2  | .0  | 3.2 |
| Кар'єра |                    | 138 | 4  | 7.5 | .449 | .235 | .644 | 1.5 | .2  | .2  | .1  | 2.2 |